# Kabinet-Oduber I
Het kabinet-Oduber I was het Arubaans kabinet van 9 februari 1989 tot 3 maart 1993. Het werd gevormd door de politieke partijen Movimiento Electoral di Pueblo (MEP), Partido Patriotico Arubano (PPA) en Accion Democratico Nacional (ADN).

## Formatie
Uit de tussentijdse statenverkiezingen van 6 januari 1989 kwam de MEP als de grootste partij uit de bus met 10 van de 21 zetels. Partijleider en lijsttrekker Nelson Oduber werd door de gouverneur aangewezen als informateur. Oduber kwam vrij snel tot een coalitie-akkoord met de partijen PPA en ADN, elk met één zetel in het parlement. Hiermee werd het eerste kabinet van MEP-signatuur sedert de aparte status van Aruba een feit. Het Kabinet heeft 7 ministers, 5 van MEP, één elk van PPA en ADN.

## Samenstelling
| Ministerie                           | Minister           | Partij | Opmerkingen                 |
| ------------------------------------ | ------------------ | ------ | --------------------------- |
| Minister-President en Algemene Zaken | Nelson Oduber      | MEP    |                             |
| Financiën                            | Roland Lacle       | MEP    | vanaf 8 maart 1991          |
| Financiën                            | Guillermo Trinidad | MEP    | overleed op 15 januari 1991 |
| Welzijn, Onderwijs en Arbeid         | Fredis Refunjol    | MEP    |                             |
| Justitie en Sport                    | Hendrik Croes      | MEP    |                             |
| Economische Zaken en Toerisme        | Edison Briesen     | MEP    | vanaf 15 aug. 1989          |
| Economische Zaken en Toerisme        | Daniel Leo         | MEP    | overleed op 17 juli 1989    |
| Publieke Werken en Volksgezondheid   | Charro Kelly       | ADN    | vice-premier                |
| Vervoer en Communicatie              | Euladio Nicolaas   | PPA    |                             |

Roland Lacle is de gevolmachtigde minister in Den Haag tot 8 maart 1991. Hij vertrekt om aan te treden als Minister van Financiën. Zijn opvolger is Ella Tromp-Yarzagaray. De gevolmachtigde minister is lid van de rijksministerraad maar geen lid van het Arubaanse kabinet.
Henny Eman I ·
Oduber I ·
Oduber II ·
Henny Eman II ·
Henny Eman III ·
Oduber III ·
Oduber IV ·
Mike Eman I · 
Mike Eman II · 
Wever-Croes I · 
Wever-Croes II